# Grandes migraciones serbias

En amarillo la zona de asentamiento serbio tras la migración de 1690 (en naranja, el resto de la monarquía austro-húngara)

Las Grandes migraciones Serbias (en serbio cirílico y en latín:Велике сеобе Срба, Velike seobe Srba, también conocidas como el Gran Éxodo) hacen referencia principalmente a dos grandes migraciones de serbios del imperio otomano a la Monarquía Habsburgo de Austria-Hungría.
La primera gran migración ocurrió durante la gran guerra turca bajo el patriarca Arsenije III Čarnojević (Арсеније III Чарнојевић) que fue el resultado de la retirada de los Habsburgo de los territorios otomanos que habían ocupado en los Balcanes entre 1689 y 1692. 
La segunda gran migración tuvo lugar en 1737–1739 bajo el patriarca de Peć, Arsenije IV Jovanović, también en paralelo con la retirada de los territorios que los Habsburgo tenían en los Balcanes entre 1718 y 1739 y que se conocía como la Serbia de los Habsburgo.

## Resultado
Los serbios de estas migraciones se asentaron en partes de la actual Hungría, Vojvodina y Croacia (donde formaron la mayoría de la población en el siglo XVIII). En menor medida, también se establecieron en la ciudad de Komarno, en la moderna Eslovaquia. Las grandes migraciones serbias de los Balcanes a la llanura de Panonia se inició en el siglo XIV y se prolongó hasta el final del siglo XVIII. 
Las grandes migraciones desde 1690 y 1737-1739 fueron las principales y fueron motivo importante para la concesión de los privilegios que regulaban la situación de los serbios dentro de la monarquía habsbúrgica. Los serbios que en estas migraciones se asentaron en Voivodina y Eslavonia, aumentaron (en parte) la población serbia existente e hicieron de los serbios un factor político importante en la monarquía.
- Datos: Q470265
- Multimedia: Great Migrations of the Serbs / Q470265